# Vladimír Křižka
Vladimír Křižka (23. září 1922 – ???) byl český a československý politik Československé strany socialistické a poúnorový poslanec Národního shromáždění ČSSR.

## Biografie
Ve volbách roku 1960 byl zvolen za ČSS do Národního shromáždění ČSSR za Jihomoravský kraj. V Národním shromáždění zasedal až do konce volebního období parlamentu, tedy do voleb v roce 1964.